# Farsalos
Farsalos eller Farsalus, i dag Farsala eller Pharsala (græsk: Φάρσαλα) er en by tæt ved den græske flod Aliakmonas.
Slaget der i 48 f.Kr. gav republikken et stort skub mod afgrunden, og det var et vendepunkt i romersk historie. Generalerne Pompejus Magnus og Gajus Julius Cæsar havde på slagmarken 11 legioner hver, men Pompejus' græske legioner var alle fuldtallige og udgjorde 45.000 mand, hvoraf kavaleriet (extraordinarii) var ca. 4.000-5.000. Cæsars legioner var på ca. 22.000 mand med et tusind ryttere. De var dog langt mere kamphærdede fra deres tid i Gallien.
Cæsar måtte på grund af de færre soldater strække sine legioner, for at Pompejus' kavaleri ikke skulle omringe dem. Slaget blev sat i gang, da Pompejus nægtede at flytte sine tropper, og Cæsar satte sine legioner ind i et angreb på tohundrede fod for at undgå massiv beskydning. På en mere end halvanden km lang strækning stødte romerske legionærer sammen. Cæsar vandt.